# Pantoporia fervescens
Pantoporia fervescens är en fjärilsart som beskrevs av Butler 1874. Pantoporia fervescens ingår i släktet Pantoporia och familjen praktfjärilar. Inga underarter finns listade i Catalogue of Life.